# Amine Ltaïef
Amine Ltaïef (4 de julho de 1984) é um futebolista profissional tunisiano que atua como atacante.

## Carreira
Amine Ltaïef representou a Seleção Tunisiana de Futebol nas Olimpíadas de 2004.